# Anna Korabiec
Anna Korabiec (ur. 11 stycznia 1995 w Toruniu) – siatkarka grająca na pozycji libero, reprezentantka Polski kadetek, juniorek i seniorek.

## Kariera
Zawodniczka wzięła udział w Mistrzostwach Europy kadetek w 2011 roku. W turnieju w Ankarze biało-czerwone spisały się bardzo dobrze, zajmując wysokie piąte miejsce, które jest jednocześnie kwalifikacją do Mistrzostw Świata. W fazie grupowej podopieczne Andrzeja Pecia wygrały trzy mecze, pokonując m.in. późniejsze mistrzynie Europy, Turczynki, i były o krok od awansu do strefy medalowej. Ostatecznie zagrały o miejsca 5.-8. Najpierw pokonały Grecję 3:1, a w decydującym o piątej lokacie spotkaniu rozprawiły się ze Słowacją, 3:0. We wszystkich siedmiu meczach, jakie Polki rozegrały w Ankarze, Korabiec wychodziła w pierwszej szóstce.
Następnie reprezentowała Polskę na Mistrzostwach Świata, w których zespół zajął 4. miejsce. Dobrą postawą w przyjęciu i obronie walnie przyczyniła się do sukcesu reprezentacji. W każdym z meczów znajdowała się w podstawowym składzie.
W 2012 z reprezentacją Polski juniorek zajęła 6. miejsce w mistrzostwach Europy. W 2014 została powołana do szerokiej kadry seniorek przez Piotra Makowskiego. Zadebiutowała w dwumeczu z Greczynkami w Salonikach.

## Sukcesy klubowe
Mistrzostwa Polski Juniorek:
- 2011
- 2012
- 2013, 2014

Mistrzostwa Polski Kadetek:
- 2012

Mistrzostwo Polski:
- 2019
- 2020

## Sukcesy reprezentacyjne
Liga Europejska:
- 2014

## Nagrody indywidualne
- 2012: Najlepsza libero Mistrzostw Polski Juniorek
- 2014: Najlepsza broniąca Mistrzostw Polski Juniorek